# Campeonato Mundial Feminino de Xadrez de 1981
O Campeonato Mundial Feminino de Xadrez  de 1981 foi a 19ª edição da competição sendo disputada em um match entre a então campeã Maia Chiburdanidze e a desafiante Nana Alexandria. A disputa foi realizada em Tbilisi e Borjomi e Maia Chiburnanidze manteve o título de campeã mundial após empatar o match.
| Nome          | 01 | 02 | 03 | 04 | 05 | 06 | 07 | 08 | 09 | 10 | 11 | 12 | 13 | 14 | 15 | 16 | Total |
| Chiburdanidze | =  | =  | =  | =  | 0  | 1  | 1  | =  | 1  | 0  | 0  | =  | =  | =  | 1  | 0  | 8.0   |
| Alexandria    | =  | =  | =  | =  | 1  | 0  | 0  | =  | 0  | 1  | 1  | =  | =  | =  | 0  | 1  | 8.0   |